# Саидова, Светлана Бурхановна
Саидова Светлана Бурхановна (род. 7 ноября 1954) — главный тренер сборной Украины по синхронному плаванию с 2000 года, заслуженный тренер Украины, заслуженный работник физической культуры и спорта, почётный гражданин Харьковской области, Мастер спорта СССР по художественной гимнастике.
Президент Федерации синхронного плавания Харьковской области и вице-президент Федерации синхронного плавания Украины.
Член европейского комитета «ЛЕН» и член комитета ФИНА. Международный спортивный судья категории «А» (судила Олимпийские Игры в 2004 году в Афинах).

## Биография
Окончила с отличием спортивный факультет и получала Ленинскую стипендию в Таджикском институте физической культуры и спорта.
Будучи студенткой 1971—1975 гг, избиралась депутатом Душанбинского
Городского Совета (удостоверение № 189, 1975 год), членом Бюро центрального комитета комсомола[где?]. С 1972 года, одновременно с занятиями в институте, работала тренером по художественной гимнастике.
После окончания института работала хореографом в сборной команде Таджикистана по акробатике. В 1978 году Светлана переехала в Харьков, где начала работать хореографом в спортивной гимнастике и тренером по художественной гимнастике. В 1982 году в бассейне «Кондиционер», Виталий Никитович Зуб — председатель областного комитета по физической культуре — ввел синхронное плавание в список спортивных занятий, преподаваемых в спорткомплексе. Светлана Саидова согласилась стать первым тренером, преподающим этот новый, на тот момент времени, спорт.
С 1983 года Светлана Бурхановна работала тренером в сборной команде Украины по синхронному плаванию, с 2000 года работает главным тренером национальной команды по синхронному плаванию.
На протяжении многих лет выигрывает конкурс «Тренер года» в Харьковской области.

## Личная жизнь
Замужем. Муж: Саидов Ефим Михайлович — предприниматель. Двое сыновей.

## Достижения в профессиональной деятельности и награды
Саидова С. Б. подготовила:
- 76 мастеров спорта Украины
- 12 мастеров спорта СССР
- 30 мастеров спорта международного класса
- 12 заслуженных мастеров спорта Украины

Результаты:
- Кубок Европейских Чемпионов в Великобритании в 2011 году, бронзовые медали среди дуэтов и групп, золотая медаль в комбинированной группе.
- Четыре бронзовые медали (соло, дуэт, группа, комби) на Чемпионате Европы в 2008 году в Эйндховене (Нидерланды) и в 2010 году в Будапеште (Венгрия).
- Четыре серебряных медали (соло, дуэт, группа, комби) на Чемпионате Европы среди молодежи в Финляндии, и три серебряных медали (соло, дуэт, комби) на Чемпионате Мира среди молодежи в Америке в 2010 году
- Две серебряных (группа и комби) и две бронзовых медали (дуэт и соло) на Чемпионате Европы среди молодежи в Великобритании в 2009 году
- Финалистки среди дуэтов на Олимпийских Играх (2004 и 2008 годы)
- Три бронзовых медали на Чемпионате Мира в Барселоне (Испания) в 2013 году
- Одна золотая, две серебряных и одна бронзовая медаль на Чемпионате Европы в Берлине (Германия) в 2014 году
- Одна золотая и две серебряных медали на Кубке Европы (Нидерланды, 2015 год)

Награды:
- Присвоено звание «Заслуженный тренер Украины» (1993 г)
- Благодарность Президента Украины, 2009 год
- Почетная грамота Кабинета Министров Украины (от 24 ноября 2009 года)
- Почетный работник физической культуры и спорта (№ 3656 от 05.09.2008 г),
- Награждена знаком «Железнодорожная Слава» 2 и 3 ступени (№ 1289 от 12.11.2004 г),
- Почетный знак главы Харьковской областной государственной администрации «Слобожанская Слава» (№ 87 от 04.01.2003 г).
- Присвоено звание Заслуженного работника физической культуры и спорта (от 8.09.2012 г)
- Почетный гражданин Харьковской Области
- Награждена орденом Княгини Ольги 3 и 2 ступени (2016 и 2020 соответственно)

## Общественная деятельность
В 2000 году инициировала и создала «Новогоднюю сказку на воде» для детей Харьковской области. Представление проводится ежегодно и собирает тысячи малышей города.
Для поддержания всестороннего развития своих воспитанниц Светлана Бурхановна создала выставку работ девочек: вышивка, плетение, рисунки. Экспозиция находится в бассейне «Локомотив», город Харьков.
Саидова поощряет воспитание ответственности и самостоятельности своих учениц. Девочки изучают компьютерные программы для развития синхронного плавания на Украине (судейские программы, графика, видео и музыкальные программы), учатся заботиться о младших спортсменках 5 −8 лет, организовывают шоу при открытии и закрытии соревнований.